# Stéphane Kappes
Pour les articles homonymes, voir Kappes.
Stéphane Kappes, né à une date inconnue, est un réalisateur de télévision français.

## Filmographie
Sauf indication contraire, les informations mentionnées dans cette section peuvent être confirmées par la base de données cinématographiques IMDb,  présente dans la section « Liens externes ».
- 2002 : Vérité oblige, épisode Belle de nuit
- 2002 : Le Grand Patron, épisodes Cœurs piégés et Vivre vite
- 2003 : Le juge est une femme, épisode Jackpot
- 2004 - 2006 : Trois pères à la maison, série
- 2004 : Franck Keller, épisodes L'Insoutenable Vérité et Une femme blessée
- 2005 : Les Mariages d'Agathe, série
- 2005 : Rose et Val, épisode Duo d'enfer
- 2006 : Tombé du ciel, mini-série
- 2007 : Cellule Identité, série
- 2008 : Les Petits Meurtres d'Agatha Christie, épisode Am stram gram
- 2008 : Frères de sang, téléfilm
- 2009 : À 10 minutes de la plage, téléfilm
- 2009 : Vive les vacances !, série
- 2010 : Les Edelweiss, épisode Bienvenue aux Edelweiss
- 2011 : Mystère au Moulin-Rouge, premier téléfilm de la collection Mystère à Paris.
- 2011 : La Grève des femmes, téléfilm
- 2012 : Merlin, mini-série
- 2013 : Kanaks, l'histoire oubliée, téléfilm
- 2013 : Mes chers disparus, mini-série
- 2014 : Ça va passer... Mais quand ?, téléfilm
- 2015 : L'Homme de la situation, épisode Irène
- 2015 : Doc Martin, saison 4 (dont deux épisodes en co-réalisation avec Rodolphe Chauvin)
- 2016 : Meurtres à Avignon, téléfilm de la collection Meurtres à...
- 2017 - en cours : La Stagiaire, série, 14 épisodes
- 2018 : La Loi de Marion, téléfilm de la collection La Loi de...
- 2019 : Le crime lui va si bien, téléfilm
- 2019 : Tropiques criminels, série
- 2020 : Le crime lui va si bien, Épisodes 2 et 3 : Un caveau pour deux et  Esprit es-tu là?
- 2021 : Le crime lui va si bien, Épisode 4 : Mauvais rôle
- 2021 : Le crime lui va si bien, Épisode 5 : Deux pour le prix d’un
- 2022 : Le crime lui va si bien, Épisode 7 : A l’Italienne
- 2022 : Meurtres à Pont-Aven, téléfilm
- 2024 : Le Vent des sables, téléfilm
- 2026 : Les Trois Brestoises, téléfilm